# إد كينسلا
إد كينسلا (بالإنجليزية: Ed Kinsella)‏ هو لاعب كرة قاعدة أمريكي، ولد في 15 يناير 1880 في ليكسينغتون في الولايات المتحدة، وتوفي في 17 يناير 1976 في بلومنجتون في الولايات المتحدة.

## وصلات خارجية
- إد كينسلا على موقعبيزبول رفرنس.كوم (الدوري الرئيسي) (الإنجليزية)
- إد كينسلا على موقعبيزبول رفرنس.كوم (الدوري الثانوي) (الإنجليزية)